# William Cole (Seemann)
William Cole (* 1762; † 1833 in Greenwich) war ein britischer Seemann und von 1787 bis 1789 der Bootsmann des durch die Meuterei bekannt gewordenen Segelschiffs Bounty.

## Leben

### Auf der Bounty
Abseits seiner Teilnahme an der Mission der HMS Bounty unter Lt. William Bligh, die Brotfrucht von Tahiti nach Jamaika zu transportieren, liegen über Coles weiteren Werdegang kaum verlässliche Nachrichten vor. Er hatte sich am 27. August 1787 in Deptford als Bootsmann (Boatswain) aus Hackney in Middlesex stammend in ihre Musterungsrolle eingeschrieben. Die Seereise begann am 23. Dezember 1787.
Ebenso gehört Cole zu jenen Besatzungsmitgliedern, die in den überlieferten Aufzeichnungen, Erzählungen und Aussagen zu dieser Fahrt selten herausragend genannt werden, obwohl er als Bootsmann der Schiffsführung (Warrant Officer) angehörte und in dieser Funktion vor allem für die Disziplin unter der Mannschaft und deren Belange zuständig war. Selbst in der Erzählung seines ihm unmittelbar untergebenen Maates James Morrison erscheint er nur im Zusammenhang mit der Meuterei. An Bord teilte er sich unter dem Achterdeck eine Kabine mit dem Segelmacher Lawrence Lebogue. Nach der gescheiterten Umrundung von Kap Horn kümmerte er sich bei den Reparaturarbeiten in der False Bay im Juni 1788 um die Takelage. Auf Tahiti hatten Cole und Steuermann John Fryer am 17. Februar 1789 das Missfallen Blighs auf sich gezogen, als dieser bei der Lufttrocknung eines neuen Segelsets aus dem Lagerraum einen Milben- und Fäulnisbefall daran feststellte. In seinem Logbucheintrag machte er beide dafür verantwortlich und unterstellte ihnen mangelnde Kompetenz.

### Meuterei
Am Morgen des 28. April 1789 südlich von Tofua wurde Cole in seiner Kabine unter dem Achterdeck schlafend kurz nach fünf Uhr von einem Tumult auf dem Zwischengang geweckt. Hier begegnete er den mit einem Entermesser bewaffneten Matrosen Matthew Quintal, der ihm und dem Zimmermann William Purcell mitteilte, dass eine Meuterei angeführt vom stellvertretenden Kommandanten Fletcher Christian im Gange sei, der Bligh seines Kommandos enthoben habe. Daraufhin wandte er sich nach Mittschiffs, wo er auf Matthew Thompson traf, der ebenfalls bewaffnet auf der Waffenkiste saß. Zusammen mit Purcell wurde er von John Williams über den mittleren Hauptaufstieg auf das Hauptdeck geleitet, das bereits von einer Gruppe bewaffneter Matrosen besetzt war und auf dem Achterdeck am Besanmast standen Christian und der mit den Händen auf den Rücken gefesselte Bligh. Über den vorderen Aufstieg begab er sich unter das Vordeck zu den Mannschaftsquartieren, wo er Morrison und einige andere Matrosen weckte, die scheinbar nicht zu den Meuterern gehörten. 
An Deck zurückgekehrt, wurden Cole und Purcell genötigt das Beiboot zur Wasserung klarzumachen, auf dem Bligh mit seinem Sekretär John Samuel und den Fähnrichen John Hallett und Thomas Hayward ausgesetzt werden sollten. Purcell gab zu bedenken, dass das Beiboot in einem seeuntauglichen Zustand war, worauf er und Cole das Achterdeck betreten durften, um direkt mit Christian sprechen zu können. Auf ihn einredend, versuchten sie ihn zunächst zur Aufgabe seines Vorhabens zu bewegen. Nachdem dies erfolglos blieb, drängte vor allem Cole darauf, statt des Beibootes die größere Barkasse abfieren zu dürfen, da die Auszusetzenden in ihr eine höhere Überlebenschance hätten. Christian entschied sich letztlich für diese Alternative, vor allem, weil er sich mit der Barkasse der meisten der loyal gebliebenen Seemänner entledigen und so die Schiffsübernahme absichern konnte. Für diese Arbeit rekrutierte Cole seinen Maat Morrison und den Fähnrich Peter Heywood, die sich an Deck getraut hatten. Bei der Klarmachung dachte er vorausschauend daran, ein Focksegel mit in das Boot zu legen.
Nach der Auskunft Fryers, sollen Cole und Purcell am Vorabend der Meuterei auf einen verzweifelten Christian eingeredet, Verständnis für den auf ihm lastenden psychischen Druck geäußert, der seit Wochen von Bligh auf ihn ausgeübt wurde, und ihn vom Desertieren mit dem Beiboot abgehalten haben.

### Fahrt nach Batavia
Cole gehörte zu den achtzehn loyal gebliebenen Seemännern, die mit Bligh ausgesetzt wurden und die fast eineinhalb Monate dauernde Fahrt auf der Barkasse nach Kupang bestritten. Nachdem die Ausgesetzten von Eingeborenen attackiert von Tofua fliehen mussten, soll vor allem Cole darauf insistiert haben, die risikoreiche Fahrt über das offene Meer nach Neu-Holland zu wagen, während Bligh eine andere Insel ansteuern wollte. Mit ihm und Fryer übernahm er dabei die Ruderführung. Obwohl er von dem Kommandanten zu dessen loyalsten Anhängern gezählt wurde, sollen er und Kanonier William Peckover auf Restoration Island (Ma’alpiku-Island-Nationalpark) am 31. Mai gegenüber Fryer ihren Unmut über die nichtverhohlene Geringschätzung Blighs für seine Untergebenen geäußert haben, was sie aber gegenüber diesem nicht auszusprechen wagten, im Gegensatz zu Purcell. Nach der Abfahrt von Sunday Island bei Cape Grenville am 1. Juni 1789 erkrankte Cole an Übelkeit, was Bligh auf ungenießbare Muscheln und Beeren zurückführte, die sie auf den Inseln gesammelt hatten. Bis zur Ankunft in Kupang am 14. Juni hatte er sich wieder erholt. Nach der Erzählung Blighs, soll Cole in dieser niederländischen Niederlassung am 7. Juli eine Auseinandersetzung mit Robert Tinkler gehabt haben, in der Fryer seinem jungen Schwager aufgefordert haben soll, ihn mit einem Messer niederzustechen. 
Auch bei der Reparatur des erworbenen Schoners Resource widmete sich Cole der Takelage. Er und andere Kameraden zogen in Surabaya auf Java die Ungnade Blighs auf sich, als dieser von einem niederländischen Beamten vernehmen musste, dass einige seiner Männer im betrunkenen Zustand gefordert haben, ihn nach Ankunft in England entweder hängen, oder vor die Mündung einer Kanone binden zu lassen. Daraufhin verlangte Bligh von Cole, Fähnrich Hallet und Schiffsarzt Thomas Ledward („these wretches“) am 16. September in einer eidesstattlichen Aussage gegenüber den niederländischen Autoritäten ihre Beschwerden gegen ihn anzuführen, doch attestierten sie ihm kein Fehlverhalten, noch eine Mitverantwortung an der Meuterei. Am 1. Oktober erreichten sie Batavia, wo Bligh am 16. Oktober die Heimreise antrat. 

### Zurück in England
Zusammen mit Peckover ist Cole am 12. November 1789 auf dem niederländischen Schiff Castor (Capt. Michiel Jürgens) in See gegangen. Am 2. Februar 1790 erreichten sie die Tafelbucht, wo sie auf Lt. Edward Riou und seiner havarierten HMS Guardian trafen. Am 26. Februar setzten sie ihre Heimreise fort.
Im Prozess gegen Purcell am 22. Oktober 1790 tätigte Cole keine Aussage. Doch im Prozess gegen die der Meuterei angeklagten Bounty-Seemänner im September 1792 war er einer der wichtigsten Zeugen der Anklage, der besonders entlastend für seinen Maat Morrison und Fähnrich Heywood aussagte. Als einer der wenigen heimgekehrten Veteranen der Bounty hatte er dem Juristen Edward Christian keine Auskunft für dessen Anhang zu den 1794 veröffentlichten Gerichtsprotokollen gegeben, wie er auch nicht das dagegen gerichtete Antwortschreiben Blighs unterstützte.
Die späten Jahre seines Lebens scheint Cole im Marinehospital für Veteranen zu Greenwich gelebt zu haben. Nachdem er im Alter von 71 Jahren gestorben war, wurde er hier am 12. März 1833 auf dem East Greenwich Pleasaunce bestattet.

## Fiktionale Darstellung
- Die Bounty (1984), dargestellt von Bernard Hill.

## Erlebnisberichte
- Bligh, William, A voyage to the South sea, undertaken by command of His Majesty, for the purpose of conveying the bread-fruit tree to the West Indies, in His Majesty’s ship the Bounty, commanded by Lieutenant William Bligh. London 1792.
- Morrison, James, Mutiny and Aftermath: James Morrison’s Account of the Mutiny on the Bounty and the Island of Tahiti. Hrsg. von Vanessa Smith, Nicholas Thomas. University of Hawaiʻi Press 2013.

## Weblink
- whalesite.org

| Personendaten    | Personendaten      |
| ---------------- | ------------------ |
| NAME             | Cole, William      |
| KURZBESCHREIBUNG | britischer Seemann |
| GEBURTSDATUM     | 1762               |
| STERBEDATUM      | 1833               |
| STERBEORT        | Greenwich          |